# Finskt varmblod
Det finska varmblodet (finska: suomenpuoliverinen) är en hästras som utvecklats och avlas i Finland och som registreras i den finska föreningen Ridhästavelsförbundet rf. Hästarna avlas för att användas inom ridsport och har dokumenterade framgångar från tävlingsbanorna. Finlands hästpopulation ligger idag på ca 70 000 hästar och 22 % utgörs av det finska varmblodet. Dock är det finska varmblodet inte en helt egen fixerad ras, utan precis som många andra varmblodshästar som Trakehnare, Hannoveranare eller Oldenburgare så använder man sig av många olika varmblodshästar i aveln och hästarna registreras efter att ha genomgått ett godkänt test. 

## Historia

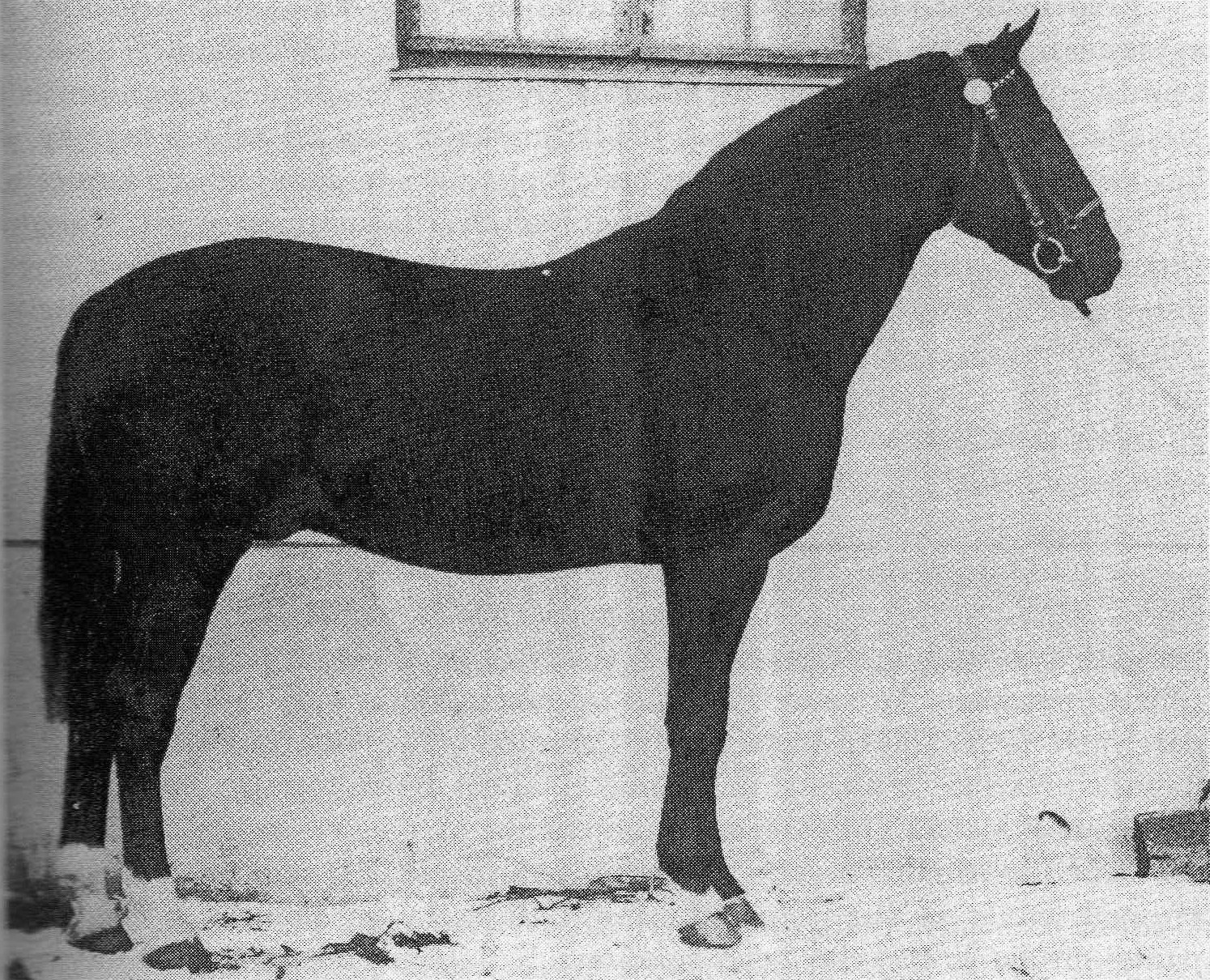
Hannoveranaren Flüchtling var den första hingsten att registreras och användes i aveln av det finska varmblodet. Fotot är från 1926 när registret startade.

Föreningen för det finska varmblodet startades år 1926 med målet att avla fram en varmblodshäst som kunde användas både inom militären och inom ridsporten. Målet var en elegant häst med god balans och grunden utgjordes av bland annat det finska kallblodet där man valde ut lättare hästar som korsades med olika varmblodshästar som det svenska varmblodet och olika tyska varmblodsraser. Den första hingsten som registrerades var den importerade, tyska Hannoveranaren Flüchtling. 
Under 1950-talet började arméerna att byta från att använda häst till att använda sig av motordrivna fordon, vilket gjorde att det finska varmblodet minskade i antal. Även om ridsporten nu fick ett större genombrott så var inte det finska varmblodet lika välkänt som andra sporthästar. 1995 var antalet nyfödda föl enbart 170 stycken. Detta har dock ökat stadigt och 2008 föddes 400 föl som godkändes för registrering. I genomsnitt används 130 hingstar varje år men en stor del av dessa är importare varmblodshästar. Dock är aveln baserat mycket på olika importerade hingstar. 
1986 flyttades hela stamboken och registret över till Suomen Hippos, den förening som har hand om i stort sett all hästavel i Finland. Föreningen för det finska varmblodet blev en medlemsassociation i Suomen Hippos. År 1995 satte man en standard för hur det finska varmblodet skulle se ut och satte ett mål för aveln för att så småningom kunna avla det finska varmblodet helt rasrena. 

## Egenskaper
Det finska varmblodet fick en standard så sent som 1995 och därför varierar utseendet fortfarande något mellan olika individer. Idealet för att bli registrerad är dock att hästen har en mankhöjd mellan 158 och 172 cm. Alla färger är tillåtna men hästen ska ge ett atletiskt utseende och avlägger prov som de ska klara för att få registreras. Gångarterna ska vara elastiska och smidiga. Man lägger även stor vikt vid att hästen ska vara uthållig och ha ett stabilt temperament. 
Det finska varmblodet används idag som en ren sporthäst, och många finska varmblod har nått framgång inom ridsporten. Bland annat rider svenska hoppryttaren Peder Fredricson ett finskt varmblod vid namn "Arctic Aurora Borealis". Malin Baryard-Johnssons häst H&M Tamina är också registrerat finskt varmblod. För att vara säker på att få ett bra avelsmaterial testas hästarna vid 2 och 3 års ålder där man bedömer gångarterna och hoppförmåga. Vid 4 års ålder genomgår hästarna även ett ridbarhetstest. Ston som fött föl får även testas vid 5 års ålder. Vid 4-årstestet undersöker man hästens hälsa, bedömer hästen vid hand och under ryttare. Hästen visas upp i antingen banhoppning eller dressyr, dock måste även dressyrhästarna genomgå ett hopphäst med lägre hinder. 